# Francisco Palencia
Juan Francisco Palencia Hernández (Ciudad de México, 28 de abril de 1973), conocido como Paco, es un exfutbolista y entrenador mexicano que se desempeñaba como delantero, extremo o mediapunta. Es el máximo goleador mexicano en la historia de la Copa Libertadores con 16 goles en 38 partidos. Desde mayo de 2022 trabaja en la cadena Fox Deportes como comentarista recurrente.
Se formó en las divisiones inferiores de Cruz Azul, donde debutaría en 1994. Jugó con el equipo celeste durante siete años, en los que obtuvo cuatro títulos, una Liga, una Copa y dos Copa de Campeones. Se destacó su actuación en la Copa Libertadores 2001, en la que lideró al club a la final de torneo, donde, pese a anotar su cobro, perdieron el encuentro desde los once pasos. Estuvo cedido durante un año con el Espanyol de Barcelona en 2001, teniendo una destaca participación, con lo cual buscaron adquirir su pase, pero Cruz Azul no permitió su salida. Esto orilló a un retorno y salida conflictuada, que llevaron a Paco a dar declaraciones en contra del club que mermaron su relación con la afición celeste.
Destaca como el máximo goleador de Cruz Azul en la historia de los torneos cortos con 82 anotaciones, disputando un total de 294 partidos y marcando 111 goles. En 2003 llega a Guadalajara y enseguida se convirtió en un referente del equipo, alcanzando la final en el Clausura 2004, que perdió ante el que sería su equipo años después, Universidad Nacional. Tuvo un breve paso por la MLS con las Chivas USA, disputando 34 partidos y marcando 8 goles. Ya en 2007 llega a los Pumas de la UNAM, donde saldría dos veces campeón de Liga en los torneos Clausura 2009 y Clausura 2011, convertido en un estandarte de la institución y marcando un total de 28 goles en 183 partidos. 
A nivel internacional, fue parte del seleccionado juvenil sub-23 de México que participó en los Juegos Panamericanos de 1995, logrando la medalla de plata. Participó también en los Juegos Olímpicos de 1996, llegando hasta los cuartos de final, tras perder ante el posterior campeón, Nigeria. En 1996 debutó en la selección mayor, donde disputó el Mundial de Francia 1998 y el de Corea y Japón 2002, llegando en ambos hasta octavos de final. Se consagró campeón de la Copa Oro en tres ocasiones (1996, 1998 y 2003) y de la Copa Confederaciones 1999. En 2011 decidió retirarse de la selección.
Como entrenador dio sus primeros pasos con Sant Cugat de España en 2015. Ha sido entrenador de los Pumas de la UNAM, Lobos de la BUAP y Mazatlán en México y Sporting de Costa Rica.

## Trayectoria

### Cruz Azul (1994-2003)

#### Primeros años y éxitos deportivos
Surgido en las inferiores de Cruz Azul, Palencia debutó como futbolista profesional el 23 de diciembre de 1994 durante la temporada 1994-95 en un partido contra Correcaminos de la UAT que terminó 3-2 a favor de Cruz Azul. Tras su debut con el equipo celeste recibió el mote de Niño por su corta edad.
Comenzó a tener regularidad a partir de su segunda temporada, participando en goles y asistencias que lo llevaron a ganarse rápidamente la titularidad. Con los buenos resultados comenzaron a llegar los títulos para la institución, consagrándose campeón de copa ante Toros Neza en 1996, en la cual ingresó de cambio en sustitución de Sergio Verdirame. Al año siguiente obtuvo su primer título de liga en el Nou Camp ante León, logrando así la octava estrella para la institución. En ese transcurso de tiempo consiguió coronarse bicampeón de la Copa de Campeones de la Concacaf en 1996 y 1997.
A la salida de Carlos Hermosillo del club en 1998, fue elegido capitán del club y no la dejaría hasta su salida para jugar en España en el año 2001.

#### El sueño libertador de 2001
Su mejor momento con Cruz Azul lo tuvo en la Copa Libertadores 2001. Luego de clasificarse a la copa por medio de la Pre Pre Libertadores y la posterior Liguilla Pre-Libertadores, Palencia fue fundamental para que el conjunto celeste se clasificara primero de su grupo con 13 puntos, tras superar a São Caetano, Defensor Sporting y Olmedo. Después de unos octavos de final muy cerrados contra Cerro Porteño, visitaron a River Plate en Buenos Aires, donde el marcador terminó igualado a cero. Para la vuelta en el Estadio Azteca, Paco marcó un doblete memorable de un 3-0 histórico que le permitió a Cruz Azul acceder a las semifinales del torneo, celebrando uno de los tantos mostrándole la bandera de México a un grupo aficionados del Club América que, vestidos de la indumentaria de River, fueron al estadio a apoyar al conjunto argentino. Recibían a un Rosario Central aguerrido que, al igual que Cruz Azul, buscaba acceder a la primera final de Copa Libertadores de su historia. El partido de ida el Cruz Azul tomó una ventaja de 2-0, con anotación de Palencia. Para la vuelta la presión fue incesante, puesto que la hinchada de la academia le puso muchas trabas al equipo celeste, desde no dejarlos dormir en el hotel, hasta no dejarlos entrar al estadio para que los descalificaran por default. Ya en el partido, los equipos se entregaron de una manera increíble, siendo un encuentro de mucha potencia física y remontadas. Llegó el punto en que los Canallas tenían la ventaja 3-2 ante la máquina al minuto 60 y estaba a un gol de mandar el partido a la prórroga. Pero cuando parecía que conseguirían el gol que les daría vida, al minuto 89 Palencia anotó el gol que sentenciaba el partido y colocaba al Cruz Azul en la final de la copa contra Boca Juniors.
Con un Azteca a punto de explotar, en el primer juego de la final ambos equipos buscaron tener juego de posesión. No fue hasta el minuto 79 que el marcador se abrió con la anotación de Marcelo Delgado para Boca Juniors, que se llevó la ventaja mínima a Buenos Aires. El panorama parecía imposible: Boca tenía una larga racha de partidos sin perder en el Estadio Alberto J. Armando, por lo que Cruz Azul tenía que hacer un partido perfecto. Al igual que en la ida, el segundo partido estuvo demasiado cerrado. Fue Palencia quien rompió la igualada en el marcador al sobre el minuto 45 para emparejar las cosas en el global al medio tiempo. Para la segunda parte, Cruz Azul salió con todo al ataque y estuvo muy cerca de anotar el segundo, pero los postes, el arquero rival y un polémico penal no marcado lo evitaron. Luego de forzar la prórroga, llegaron los penales, donde la presión sobre los jugadores terminó dándole el título a Boca Juniors. Paco fue el único jugador en anotar su disparo desde los once pasos.

‘En especial me acuerdo que se calló La Bombonera cuando marqué el gol del triunfo allá, por momentos toda la pasión, el folclore y el ruido que hay en ese estadio desapareció, al grado que se escuchaban todos nuestros gritos, que es raro que suceda habiendo tanta gente alrededor, fue un silencio impresionante’
Juan Francisco Palencia, para Mediotiempo en 2005 

#### Cesión con Espanyol de Barcelona
Luego de su destacada temporada con Cruz Azul, fue a probar suerte a Europa con el Espanyol de Barcelona a préstamo por un año. Ese año el Espanyol no tuvo problemas de descenso y se concentró en mantenerse en la parte media de la tabla, sin serias aspiraciones a puestos europeos. Durante la temporada 2001-02 disputó 31 partidos, en los que anotó 6 goles. Su entrenador Paco Flores lo tenía en buena estima y le solicitó a su directiva amarrarlo un año más, sin embargo la directiva de Cruz Azul, encabezada por Guillermo Álvarez Cuevas, no cedió en las pretensiones económicas, por lo que Palencia se vio forzado en regresar a México, luego de una breve estadía en el Viejo Continente.

#### Retorno y salida conflictuada de la Noria
Volvió a Cruz Azul para la temporada 2002-03, en la cual anotó 12 goles, disputando también la Copa Libertadores 2003. Con el displicente paso del club en el torneo liguero, que coincidió con la derrota 6-1 ante Fénix en la fase de grupos de la Libertadores, la directiva celeste prescindió del cargo a Mario Carrillo, y luego convocó a sus jugadores avisándoles que todos sus contratos se iban a rescindir si no se comprometían a ganar los 30 puntos en las 10 fechas restantes del campeonato. Un grupo jugadores experimentados entre los que se encontraban Sebastián Abreu, Sergio Almaguer, Pinheiro y Pablo Galdames, decidieron que rechazaban rotundamente la dictatorial orden, por lo que les fue rescindido su contrato. Fue entonces cuando Paco dio la declaración que mermó para siempre su relación con el aficionado celeste:

‘Yo me orino en la bandera de Cruz Azul’
Juan Francisco Palencia a Oscar Pérez cuando decidían sobre si apoyar o no a los disidentes en 2003.

Medio arreglada la situación, Paco se quedó a terminar la campaña, donde conseguían la revancha ante Fénix, goleando al equipo uruguayo 4-0 en el Estadio Azul, con lo cual se clasificaron como segundo lugar de su grupo a la fase de eliminación, detrás de Corinthians. Entre sus últimos partidos con el equipo, se destacó un doblete y una asistencia ante América en su último Clásico Joven como jugador celeste. En octavos de final del torneo continental el Cruz Azul enfrentó a Deportivo Cali de Colombia, terminando la serie 0-0 en el marcador global, pero se impusieron 2-3 en los penales, donde Palencia anotó el primero de su equipo. El 21 de mayo de 2003 recibieron en el Estadio Azteca al Santos de Brasil: con una pierna izquierda muy pocas veces sacada a relucir, Paco se inventó un tiro de media distancia, que se fue a colgar del ángulo superior izquierdo. Logrado el empate brasileño, Palencia volvió a cargar a su equipo para el 2-1 parcial, que finalmente lo terminaría empatando Diego en el minuto 75. El 25 de mayo de 2003 anotó su último gol con el club en la derrota 4-1 ante Guadalajara en la reclasificación de la liguilla, sin embargo se quedaron fuera de la fase final con 5-5 en el marcador global, teniendo mejor posición en la tabla el equipo de Jalisco. Mermados físicamente por el apretado calendario y los largos viajes al cono sur, en la vuelta de los cuartos ante Santos un gol tempranero de Robinho bastó para que los brasileños se instalaran en semifinales.

### Guadalajara (2003-2005)

#### Subcampeón de Liga en 2004
Después de salir de la peor manera del equipo cementero, Palencia llegó en la segunda mitad del 2003 al Club Deportivo Guadalajara. En su presentación con el rebaño en el Apertura 2003 tuvo un desempeño regular. Si bien ayudó con goles y asistencias, no fue suficiente para que el equipo clasificara a la liguilla por el título. Para el Clausura 2004 cambiaron las cosas, pues Francisco recuperó el nivel que había mostrado con anterioridad y fue fundamental para que el equipo alcanzara la final del torneo, perdiendo ante  Universidad Nacional en penales. 

#### Cerca de otra final en Sudamérica
Por medio de la InterLiga 2005, se clasificaron a la Copa Libertadores 2005 como México 3. En la primera fase el Guadalajara superó de manera contundente al Cienciano de Perú por un marcador global de 8-2. Para la segunda fase se clasificó primero de grupo superando a Once Caldas, Cobreloa y San Lorenzo. En el primer partido de la fase final tocaba enfrentar al también mexicano Pachuca. El partido de ida en el Hidalgo terminó igualado a 1, anotando Francisco el tanto del rebaño. Para la vuelta en el Jalisco el Guadalajara superó 3-1 a los tuzos para un 4-2 global. En los cuartos de final Palencia se enfrentaba de nueva cuenta al Boca, que venía de eliminar al Junior de Barranquilla colombiano por un global de 7-3. En la ida los rojiblancos dieron un partido espectacular que quedará para la historia al superar por un contundente 4-0 a los argentinos. En la vuelta el rebaño sufrió una enorme cantidad de muestras de odio: desde los jugadores rivales tirando patadas a lesionar, hasta escupitajos de los aficionados y del entrenador Jorge Benítez. Aún con todo en contra, mantuvieron el empate a 0 en el marcador y se clasificaron a semifinales. Tocaba visitar al Atlético Paranaense brasileño, que superó completamente al Guadalajara 3-0. En el partido de vuelta el panorama estaba muy complicado para el equipo, pero buscaba la heroica. Palencia buscó de todas las maneras acortar la diferencia en el global y consiguió anotar un doblete, pero por los brasileños Lima anotó también dos goles para el 5-2 global, con lo que el Paranaense avanzaba a la final que posteriormente perdería ante São Paulo. Francisco finalizó el torneo con 5 anotaciones para el rebaño, siendo el segundo goleador del equipo por debajo de Omar Bravo con 6 goles.

### Chivas USA (2005-2006)
Palencia originalmente estaba programado para unirse al Chivas USA para el inicio de su temporada inaugural en 2005, pero tuvo tanto éxito con Guadalajara que su llegada al equipo estadounidense se retrasó hasta el 19 de agosto de 2005. En su debut en Estados Unidos, mostró su mejor forma y marcó dos goles. En 2006, Palencia era el capitán del equipo de Chivas USA y también era el jugador mejor pagado de la MLS en ese momento, ganando US $ 1,360,000 al año. Con el equipo disputó 34 partidos y anotó 8 goles.

### Universidad Nacional (2007-2011)
En enero de 2007, Francisco firmó con los pumas de la Universidad Nacional en el inicio del Clausura 2007. Durante su primer año y medio con el club no se mostró en su mejor nivel, actuando como suplente en gran parte de los encuentros. 

#### Refuerzo de Toluca en Libertadores 2007
Palencia tuvo la oportunidad de disputar la Copa Libertadores 2007 tras firmar un contrato con el Toluca a préstamo para ser refuerzo del equipo en los octavos de final del torneo continental frente a Cúcuta de Colombia. En la ida los motilones terminaron goleando 5-1 a los mexiquenses sentenciando prácticamente la serie. Para la vuelta el Toluca buscaba acortar distancias en el marcador en busca de la remontada, pero los colombianos manejaron un buen juego defensivo y con el 2-0 no le bastó al cuadro local y el equipo colombiano avanzó a los cuartos de final.

#### Bicampeón de Liga en 2009 y 2011
Francisco tuvo temporadas de altibajos con los pumas, pero regreso a su mejor versión en el Clausura 2009, donde se convirtió en el referente ofensivo del equipo aportando goles y asistencias cruciales para que el equipo terminara en la parte alta de la tabla general para clasificar a la liguilla. En los cuartos de final de la fase final perdieron en la ida ante los Estudiantes Tecos 2-0; en la vuelta acortaron distancias en el marcador al 46'. Palencia firmó la igualada al 85 y en el último suspiro un gol de David Toledo puso a los universitarios en semifinales. Después de un marcador global de 3-3 contra el Puebla, avanzaron a la final del torneo al tener mejor posición en la tabla general. En la final ante Pachuca se mantuvieron las cosas igualadas, por lo que se llegó hasta la prórroga en el partido de vuelta, donde un gol al minuto 107 le terminó dando el campeonato a la Universidad, lo que significó el segundo título de liga en la carrera de Palencia. En el Clausura 2011 Paco guio nuevamente a los pumas al título de liga frente a Morelia al anotar en la ida y la vuelta de la final para un 3-2 global, siendo el tercer y último título de liga en su carrera. Finalmente, el 28 de noviembre de 2011, en conferencia de prensa llevada a cabo en las instalaciones de la cantera universitaria, anunció su retiro del fútbol profesional.

## Selección nacional

### Selección juvenil
En la primavera de 1995, formó parte de un seleccionado mexicano sub-23 que disputó en Argentina los Juegos Panamericanos de 1995 donde obtuvo la medalla de plata después de perder la final ante el combinado local. Al año siguiente participó en los Juegos Olímpicos de 1996 celebrados en Atlanta, Estados Unidos. En el primer partido tuvo una destacada actuación al darle el triunfo a México anotando el único gol del partido al 83' frente a la selección de Italia. Esos tres puntos fueron cruciales para que el equipo se clasificara como primero de grupo a la siguiente fase. Sin embargo, en los cuartos de final caerían eliminados 2-0 ante la posterior campeona, Nigeria.

### Selección absoluta
Debutó el 6 de junio de 1996 en un partido contra Bolivia en la Copa USA que terminó con victoria para México cuando el director Bora Milutinovic lo hizo ingresar en sustitución de Alberto García Aspe. Palencia fue incluido en el equipo mexicano para la Copa América 1997 en Bolivia, vistiendo la camiseta número 17. Fue el único jugador de Cruz Azul seleccionado en el equipo. Jugó en el partido inaugural de la fase de grupos, una victoria de 2-1 contra Colombia el 13 de junio de 1997. En el segundo partido, el 16 de junio de 1997, Palencia jugó en la derrota por 3-2 ante Brasil. El 19 de junio de 1997, jugó todo el partido, último por fase de grupos, con un empate por 1-1 sobre Costa Rica. México terminó en el segundo lugar de su respectivo grupo con cuatro puntos, enfrentando a Ecuador en los cuartos de final el 22 de junio de 1997, partido que terminó empatado 1-1 y llegó hasta los penales, donde el tricolor consiguió avanzar a semifinales. El 25 de junio de 1997 se enfrentó ante la local Bolivia en La Paz en el partido de semifinales que terminó con derrota para el combinado mexicano. En el partido por el tercer lugar México terminó venciendo por la mínima diferencia a la selección de Perú.Formó parte de la selección que participó en la Copa FIFA Confederaciones 1997 en Arabia Saudita, donde anotó su primer y segundo gol como seleccionado ante el equipo anfitrión.
Bajo la dirección del exentrenador nacional Manuel Lapuente, Palencia fue convocado para la Copa Oro de la Concacaf 1998 en febrero, donde siguió luciendo la camiseta número 17. Jugó el segundo partido de la fase de grupos ante Trinidad y Tobago, anotando el tercero del 4-2 final a favor de México. Volvió a ver actividad en el torneo hasta la semifinal ante Jamaica iniciando de titular y saliendo de cambio al 70'. El partido se resolvería con un gol de Luis Hernández al 105' con lo que el tricolor se instalaba en la final que posteriormente ganaría ante Estados Unidos nuevamente con un solitario gol de Hernández. Palencia fue llamado para la Copa Mundial de Fútbol de 1998. Jugó dos partidos en el certamen: uno frente a Bélgica y otro en los octavos de final frente a Alemania. En ambos juegos fue sustituido en el segundo tiempo por Jesús Arellano. Todavía bajo el mando de Lapuente, el delantero participó en la Copa América 1999, anotándole un gol a la selección de Chile. En 1999 fue parte del histórico México que se coronó campeón de la Copa FIFA Confederaciones 1999 celebrada en su país. Marcó un gol en el certamen frente a Bolivia, dándole el triunfo a su equipo 1-0. En la final alineó como titular en la victoria 4-3 ante la Brasil, saliendo de cambio al minuto 70'.
Palencia formó parte del equipo mexicano que disputó las eliminatorias rumbo al Mundial de Corea-Japón 2002, anotándole a Honduras durante esa fase. En la Copa del Mundo, jugó los partidos ante las selecciones de Croacia e Italia sin conseguir gol en el certamen. Participó en algunos cotejos de eliminatoria rumbo a los mundiales de Alemania 2006 y Sudáfrica 2010, anotando ante Dominica en 2004 y El Salvador en 2009, pero sin ser convocado para las fases finales.
El 13 de abril de 2011, tras 15 años de defender la tricolor, anunció su retiro de la selección mexicana mediante una conferencia de prensa:

‘Es momento que la selección sea renovada (...) Ahora es tiempo de la gente joven que debe estar ahí y aportará muchas cosas’
Juan Francisco Palencia para EMOL en 2011.

## Director deportivo
En noviembre de 2013, fue presentado como director deportivo del Guadalajara respaldado por el entonces presidente del club Dennis te Kloese. La misión de Palencia en el cuadro tapatío era reestructurar al club y fortalecer la parte deportiva. El 20 de septiembre de 2014 presenta su renuncia formal, sin poder revertir la difícil situación que atravesaba el club de buscar salir de la zona de descenso.

‘Estoy presentando mi renuncia, mi dimisión como Director Deportivo. Todo lo que hicimos fue por el bien del equipo, pero he decido hacerme a un lado, quiero que le vaya bien’
Juan Francisco Palencia, en entrevista en 2014.

## Entrenador
En el año 2015, inicia su aventura como director técnico en España con el club FC Sant Cugat de la Primera Catalana, correspondiente a la Juvenil "A". Tras el anuncio de la salida de Guillermo Vázquez como director técnico de Universidad Nacional, el día 30 de mayo de 2016, Palencia fue nombrado como el nuevo director técnico del equipo donde terminó su carrera como futbolista. El 23 de agosto de 2017, después de la jornada 6 del Apertura 2017, es cesado del cargo tras acumular cuatro derrotas y dos triunfos en la presente temporada. Finalizando así su estancia con los pumas.
Después de un año sin dirigir, el 1 de junio de 2018, Palencia fue presentado como nuevo director técnico de Lobos BUAP de la ciudad de Puebla, con el principal objetivo de mantenerlos en la Primera División Mexicana. Con la venta del equipo poblano a la franquicia del Fútbol Club Juárez Paco se quedó sin equipo.
El Gobernador de Sinaloa, Quirino Ordaz, reveló en su cuenta oficial de Twitter que, Juan Francisco Palencia es el entrenador del Mazatlán FC para el torneo Apertura 2020 de la Liga MX.
En el 2023, después de su paso por Mazatlan, llegó al Sporting F.C de la primera división de Costa Rica, para hacer el cargo de director técnico en el Apertura 2023 de dicha división. El 29 de enero de 2024 es destituido del cargo, luego de tres derrotas y dos empates en las primeras cinco jornadas del torneo clausura.

## Vida privada
Hijo único de Juan Palencia (f. 2007) y Graciela Hernández (f. 2010), encontró el gusto por el fútbol gracias a su padre, que lo practicaba frecuentemente. Contrajo matrimonio con su pareja Lourdes en 2004, con quien tiene dos hijos, los cuales radican en Barcelona. Ahí abrió un restaurante de comida mexicana junto a Rafael Márquez.
Se ha declarado muy seguidor del rock y el heavy metal, debido a que era la música que escuchaban los trabajadores en el taller mecánico de su papá. Con esto, ha llegado a realizar colaboraciones con artistas del medio, siendo homenajeado por la banda Kiss, al ser nombrado nuevo entrenador de los Pumas de la UNAM.

## Clubes

### Como director deportivo
| Club        | País   | Año         |
| ----------- | ------ | ----------- |
| Guadalajara | México | 2013 - 2014 |

### Como entrenador
| Club             | País       | Año         |
| ---------------- | ---------- | ----------- |
| F. C. Sant Cugat | España     | 2015 - 2016 |
| UNAM             | México     | 2016 - 2017 |
| Lobos B.U.A.P.   | México     | 2018 - 2019 |
| Mazatlán F. C.   | México     | 2020        |
| Sporting F. C.   | Costa Rica | 2023 - 2024 |

## Estadísticas

### Clubes
La siguiente tabla detalla los encuentros disputados y los goles marcados por Palencia en los clubes en los que militó.
| Club | Temporada     | Div.          | Liga  | Liga  | Liga   | Copas (1) | Copas (1) | Copas (1) | Internacional (2) | Internacional (2) | Internacional (2) | Total (3) | Total (3) | Total (3) | Media goleadora |
| Club | Temporada     | Div.          | Part. | Goles | Asist. | Part.     | Goles     | Asist.    | Part.             | Goles             | Asist.            | Part.     | Goles     | Asist.    | Media goleadora |
| --- | ------------- | ------------- | ----- | ----- | ------ | --------- | --------- | --------- | ----------------- | ----------------- | ----------------- | --------- | --------- | --------- | --------------- |
| Cruz Azul | 1994-95       | 1.ª           | 1     | 0     | 0      | 2         | 0         | 0         | —                 | —                 | —                 | 3         | 0         | 0         | 0.00            |
| Cruz Azul | 1995-96       | 1.ª           | 33    | 8     | 4      | 2         | 0         | 1         | —                 | —                 | —                 | 35        | 8         | 5         | 0.23            |
| Cruz Azul | 1996-97       | 1.ª           | 32    | 9     | 2      | 3         | 0         | 2         | 3                 | 1                 | 0                 | 38        | 10        | 4         | 0.26            |
| Cruz Azul | 1997-98       | 1.ª           | 38    | 10    | 0      | —         | —         | —         | 4                 | 2                 | 2                 | 42        | 12        | 2         | 0.29            |
| Cruz Azul | 1998-99       | 1.ª           | 36    | 21    | 3      | 1         | 2         | 0         | —                 | —                 | —                 | 37        | 23        | 3         | 0.62            |
| Cruz Azul | 1999-00       | 1.ª           | 38    | 22    | 2      | —         | —         | —         | —                 | —                 | —                 | 38        | 22        | 2         | 0.58            |
| Cruz Azul | 2000-01       | 1.ª           | 28    | 13    | 0      | 10        | 3         | 4         | 13                | 7                 | 1                 | 51        | 23        | 5         | 0.45            |
| Cruz Azul | 2002-03       | 1.ª           | 33    | 7     | 6      | 7         | 2         | 1         | 10                | 4                 | 2                 | 50        | 13        | 9         | 0.26            |
| Cruz Azul | Total club    | Total club    | 239   | 90    | 17     | 25        | 7         | 8         | 30                | 14                | 5                 | 294       | 111       | 30        | 0.38            |
| Espanyol | 2001-02       | 1.ª           | 30    | 6     | 1      | —         | —         | —         | —                 | —                 | —                 | 30        | 6         | 1         | 0.20            |
| Guadalajara | 2003-04       | 1.ª           | 39    | 5     | 0      | 3         | 0         | 0         | —                 | —                 | —                 | 42        | 5         | 0         | 0.12            |
| Guadalajara | 2004-05       | 1.ª           | 34    | 8     | 0      | 3         | 0         | 0         | 13                | 5                 | 0                 | 50        | 13        | 0         | 0.26            |
| Guadalajara | Total club    | Total club    | 73    | 13    | 0      | 6         | 0         | 0         | 13                | 5                 | 0                 | 92        | 18        | 0         | 0.20            |
| Chivas USA | 2005          | 1.ª           | 9     | 3     | 1      | —         | —         | —         | —                 | —                 | —                 | 9         | 3         | 1         | 0.33            |
| Chivas USA | 2006          | 1.ª           | 25    | 5     | 3      | —         | —         | —         | —                 | —                 | —                 | 25        | 5         | 3         | 0.20            |
| Chivas USA | Total club    | Total club    | 34    | 8     | 4      | —         | —         | —         | —                 | —                 | —                 | 34        | 8         | 4         | 0.24            |
| Toluca | 2007          | 1.ª           | —     | —     | —      | —         | —         | —         | 2                 | 0                 | 0                 | 2         | 0         | 0         | 0.00            |
| Universidad Nacional | 2006-07       | 1.ª           | 16    | 3     | 1      | —         | —         | —         | —                 | —                 | —                 | 16        | 3         | 1         | 0.19            |
| Universidad Nacional | 2007-08       | 1.ª           | 28    | 2     | 3      | 3         | 0         | 0         | —                 | —                 | —                 | 31        | 2         | 3         | 0.06            |
| Universidad Nacional | 2008-09       | 1.ª           | 33    | 6     | 4      | —         | —         | —         | 5                 | 5                 | 3                 | 38        | 11        | 7         | 0.29            |
| Universidad Nacional | 2009-10       | 1.ª           | 33    | 1     | 3      | —         | —         | —         | 8                 | 4                 | 1                 | 41        | 5         | 4         | 0.12            |
| Universidad Nacional | 2010-11       | 1.ª           | 40    | 5     | 4      | —         | —         | —         | —                 | —                 | —                 | 40        | 5         | 4         | 0.13            |
| Universidad Nacional | 2011-12       | 1.ª           | 15    | 2     | 4      | —         | —         | —         | 2                 | 0                 | 2                 | 17        | 2         | 6         | 0.12            |
| Universidad Nacional | Total club    | Total club    | 165   | 19    | 19     | 3         | 0         | 0         | 15                | 9                 | 6                 | 183       | 28        | 25        | 0.15            |
| Total carrera | Total carrera | Total carrera | 541   | 136   | 41     | 34        | 7         | 8         | 60                | 28                | 11                | 635       | 171       | 60        | 0.27            |
| (1) Incluye datos de Copa México (1994-1997), Pre Pre Libertadores (1998-2001), Liguilla Pre-Libertadores (2001-2003) e InterLiga (2005-2008). (2) Incluye datos de Copa Libertadores (2001-2007) / Copa de Campeones (1996-2011). (3) No incluye datos de partidos amistosos. |               |               |       |       |        |           |           |           |                   |                   |                   |           |           |           |                 |

### Selección nacional
| Selección       | Año             | Amistosos | Amistosos | Eliminatorias | Eliminatorias | Mundial | Mundial | Copa Oro | Copa Oro | Copa América | Copa América | Copa Confederaciones | Copa Confederaciones | Total | Total |
| Selección       | Año             | Part.     | Goles     | Part.         | Goles         | Part.   | Goles   | Part.    | Goles    | Part.        | Goles        | Part.                | Goles                | Part. | Goles |
| --------------- | --------------- | --------- | --------- | ------------- | ------------- | ------- | ------- | -------- | -------- | ------------ | ------------ | -------------------- | -------------------- | ----- | ----- |
| México          |                 |           |           |               |               |         |         |          |          |              |              |                      |                      |       |       |
| 1996            | 5               | 0         | 1         | 0             | -             | -       | -       | -        | -        | -            | -            | -                    | 6                    | 0     |       |
| 1997            | -               | -         | -         | -             | -             | -       | -       | -        | 4        | 0            | 2            | 2                    | 6                    | 2     |       |
| 1998            | 8               | 1         | -         | -             | 2             | 0       | 2       | 1        | -        | -            | -            | -                    | 12                   | 2     |       |
| 1999            | 9               | 0         | -         | -             | -             | -       | -       | -        | 5        | 1            | 5            | 1                    | 19                   | 2     |       |
| 2000            | 5               | 0         | 5         | 0             | -             | -       | 3       | 1        | -        | -            | -            | -                    | 13                   | 1     |       |
| 2001            | 4               | 0         | 8         | 1             | -             | -       | -       | -        | -        | -            | -            | -                    | 12                   | 1     |       |
| 2002            | 2               | 1         | -         | -             | 2             | 0       | -       | -        | -        | -            | -            | -                    | 4                    | 1     |       |
| 2004            | -               | -         | 2         | 1             | -             | -       | -       | -        | 2        | 0            | -            | -                    | 4                    | 1     |       |
| 2007            | 2               | 1         | -         | -             | -             | -       | -       | -        | -        | -            | -            | -                    | 2                    | 1     |       |
| 2009            | -               | -         | 2         | 1             | -             | -       | -       | -        | -        | -            | -            | -                    | 2                    | 1     |       |
| Total selección | Total selección | 35        | 3         | 18            | 3             | 4       | 0       | 5        | 2        | 11           | 1            | 7                    | 3                    | 80    | 12    |

#### Participaciones en fases finales
| Competición               | Categoría | Sede                    | Resultado        | Partidos | Goles |
| ------------------------- | --------- | ----------------------- | ---------------- | -------- | ----- |
| Copa Oro 1996             | Absoluta  | Estados Unidos          | Campeón          | 0        | 0     |
| Copa América 1997         | Absoluta  | Bolivia                 | Tercer lugar     | 4        | 0     |
| Copa Confederaciones 1997 | Absoluta  | Arabia Saudita          | Primera fase     | 2        | 2     |
| Copa Oro 1998             | Absoluta  | Estados Unidos          | Campeón          | 2        | 1     |
| Copa Mundial de 1998      | Absoluta  | Francia                 | Octavos de final | 2        | 0     |
| Copa América 1999         | Absoluta  | Paraguay                | Tercer lugar     | 5        | 1     |
| Copa Confederaciones 1999 | Absoluta  | México                  | Campeón          | 5        | 1     |
| Copa Oro 2000             | Absoluta  | Estados Unidos          | Cuartos de final | 3        | 1     |
| Copa Mundial de 2002      | Absoluta  | Corea del Sur y Japón   | Octavos de final | 2        | 0     |
| Copa Oro 2003             | Absoluta  | Estados Unidos y México | Campeón          | 0        | 0     |
| Copa América 2004         | Absoluta  | Perú                    | Cuartos de final | 2        | 0     |
| Total en fases finales    |           |                         |                  | 36       | 6     |

#### Participaciones en fases clasificatorias
| Competición                    | Categoría | Sede     | Resultado   | Partidos | Goles |
| ------------------------------ | --------- | -------- | ----------- | -------- | ----- |
| Clasificación Mundial 1998     | Absoluta  | Concacaf | Clasificado | 1        | 0     |
| Clasificación Mundial 2002     | Absoluta  | Concacaf | Clasificado | 12       | 1     |
| Clasificación Mundial 2006     | Absoluta  | Concacaf | Clasificado | 2        | 1     |
| Clasificación Mundial 2010     | Absoluta  | Concacaf | Clasificado | 2        | 1     |
| Total en fases clasificatorias |           |          |             | 17       | 3     |

#### Goles internacionales
| 1  | 14 de diciembre de 1997 | Arabia Saudita    | 3-0 | 4-0  | Copa FIFA Confederaciones 1997  |
| 2  | 14 de diciembre de 1997 | Arabia Saudita    | 4-0 | 4-0  | Copa FIFA Confederaciones 1997  |
| 3  | 4 de febrero de 1998    | Trinidad y Tobago | 4-0 | 4-2  | Copa de Oro de la Concacaf 1998 |
| 4  | 24 de febrero de 1998   | Países Bajos      | 2-2 | 2-3  | Amistoso                        |
| 5  | 17 de julio de 1999     | Chile             | 1-1 | 2-1  | Copa América 1999               |
| 6  | 29 de julio de 1999     | Bolivia           | 1-0 | 1-0  | Copa FIFA Confederaciones 1999  |
| 7  | 13 de febrero de 2000   | Trinidad y Tobago | 3-0 | 4-0  | Copa Oro 2000                   |
| 8  | 11 de noviembre de 2001 | Honduras          | 2-0 | 3-0  | Eliminatoria Mundialista 2002   |
| 9  | 16 de mayo de 2002      | Bolivia           | 1-0 | 1-0  | Amistoso                        |
| 10 | 19 de junio de 2004     | Dominica          | 2-0 | 10-0 | Eliminatoria Mundialista 2006   |
| 11 | 28 de marzo de 2007     | Ecuador           | 3-1 | 4-2  | Amistoso                        |
| 12 | 10 de octubre de 2009   | El Salvador       | 2-0 | 4-0  | Eliminatoria Mundialista 2010   |

### Resumen estadístico
| Club                 | Año           | Partidos | Goles | Media |
| -------------------- | ------------- | -------- | ----- | ----- |
| Cruz Azul            | 1994 - 2003   | 294      | 111   | 0.38  |
| Espanyol             | 2001 - 2002   | 30       | 6     | 0.2   |
| Guadalajara          | 2003 - 2005   | 92       | 18    | 0.20  |
| Chivas USA           | 2005 - 2007   | 34       | 8     | 0.24  |
| Toluca               | 2007          | 2        | 0     | 0.00  |
| Universidad Nacional | 2007 - 2011   | 183      | 28    | 0.15  |
| Selección Olímpica   | 1995 - 1996   | 4        | 1     | 0.25  |
| Selección Mexicana   | 1996 - 2009   | 80       | 12    | 0.15  |
| Total carrera        | Total carrera | 719      | 184   | 0.26  |

### Entrenador
| Equipo                        | Div.                | Temporada           | Liga  | Liga | Liga | Liga | Liga |       | Copa | Copa | Copa | Copa  |   | Internacional | Internacional | Internacional | Internacional | Internacional |   | Otros | Otros | Otros | Otros |    | Totales     | Totales | Totales | Totales | Totales | Totales | Totales | Totales |
| Equipo                        | Div.                | Temporada           | Part. | G    | E    | P    | Pos. | Part. | G    | E    | P    | Part. | G | E             | P             | Pos.          | Part.         | G             | E | P     | Part. | G     | E     | P  | Rendimiento | GF      | GC      | Dif.    |         |         |         |         |
| ----------------------------- | ------------------- | ------------------- | ----- | ---- | ---- | ---- | ---- | ----- | ---- | ---- | ---- | ----- | - | ------------- | ------------- | ------------- | ------------- | ------------- | - | ----- | ----- | ----- | ----- | -- | ----------- | ------- | ------- | ------- | ------- | ------- | ------- | ------- |
| Universidad Nacional · México | 1.ª                 | 2016-A              | 19    | 8    | 4    | 7    | 1/4  | -     | -    | -    | -    | -     | - | -             | -             | -             | -             | -             | - | -     | 19    | 8     | 4     | 7  | 49.13%      | 30      | 29      | +1      |         |         |         |         |
| Universidad Nacional · México | 1.ª                 | 2017-C              | 17    | 5    | 3    | 9    | 17.º | -     | -    | -    | -    | 6     | 3 | 1             | 2             | 1/4           | -             | -             | - | -     | 23    | 8     | 4     | 11 | 40.58%      | 37      | 39      | -2      |         |         |         |         |
| Universidad Nacional · México | 1.ª                 | 2017-A              | 5     | 2    | 0    | 3    | Inc. | 2     | 0    | 2    | 0    | -     | - | -             | -             | -             | -             | -             | - | -     | 7     | 2     | 2     | 3  | 38.09%      | 7       | 8       | -1      |         |         |         |         |
| Universidad Nacional · México | Total               | Total               | 41    | 15   | 7    | 19   | -    | 2     | 0    | 2    | 0    | 6     | 3 | 1             | 2             | -             | -             | -             | - | -     | 49    | 18    | 10    | 21 | 43.53%      | 74      | 76      | -2      |         |         |         |         |
| Lobos BUAP · México           | 1.ª                 | 2018-A              | 17    | 5    | 4    | 8    | 13.º | -     | -    | -    | -    | -     | - | -             | -             | -             | -             | -             | - | -     | 17    | 5     | 4     | 8  | 37.25%      | 21      | 25      | -4      |         |         |         |         |
| Lobos BUAP · México           | 1.ª                 | 2019-C              | 17    | 6    | 2    | 9    | 12.º | 4     | 0    | 2    | 2    | -     | - | -             | -             | -             | -             | -             | - | -     | 21    | 6     | 4     | 11 | 34.92%      | 17      | 37      | -20     |         |         |         |         |
| Lobos BUAP · México           | Total               | Total               | 34    | 11   | 6    | 17   | -    | 4     | 0    | 2    | 2    | -     | - | -             | -             | -             | -             | -             | - | -     | 38    | 11    | 8     | 19 | 35.97%      | 38      | 62      | -24     |         |         |         |         |
| Mazatlán · México             | 1.ª                 | 2020-G              | 13    | 2    | 4    | 7    | Inc. | -     | -    | -    | -    | -     | - | -             | -             | -             | -             | -             | - | -     | 13    | 2     | 4     | 7  | 25.64%      | 15      | 23      | -8      |         |         |         |         |
| Mazatlán · México             | Total               | Total               | 13    | 2    | 4    | 7    | -    | -     | -    | -    | -    | -     | - | -             | -             | -             | -             | -             | - | -     | 13    | 2     | 4     | 7  | 25.64%      | 15      | 23      | -8      |         |         |         |         |
| Sporting · Costa Rica         | 1.ª                 | 2023-A              | 22    | 7    | 5    | 10   | 7.º  | 2     | 1    | 1    | 0    | -     | - | -             | -             | -             | -             | -             | - | -     | 24    | 8     | 6     | 10 | 41.66%      | 30      | 36      | -6      |         |         |         |         |
| Sporting · Costa Rica         | 1.ª                 | 2024-C              | 5     | 0    | 2    | 3    | Inc. | -     | -    | -    | -    | -     | - | -             | -             | -             | -             | -             | - | -     | 5     | 0     | 2     | 3  | 13.33%      | 4       | 9       | -5      |         |         |         |         |
| Sporting · Costa Rica         | Total               | Total               | 27    | 7    | 7    | 13   | -    | 2     | 1    | 1    | 0    | -     | - | -             | -             | -             | -             | -             | - | -     | 29    | 8     | 8     | 13 | 36.79%      | 34      | 45      | -11     |         |         |         |         |
| Total en su carrera           | Total en su carrera | Total en su carrera | 115   | 35   | 24   | 56   | -    | 8     | 1    | 5    | 2    | 6     | 3 | 1             | 2             | -             | -             | -             | - | -     | 129   | 39    | 30    | 60 | 37.98%      | 161     | 206     | -45     |         |         |         |         |
| 1. 2.                         |                     |                     |       |      |      |      |      |       |      |      |      |       |   |               |               |               |               |               |   |       |       |       |       |    |             |         |         |         |         |         |         |         |

## Palmarés

### Como jugador

#### Campeonatos nacionales
| Título           | Equipo               | País   | Año  |
| ---------------- | -------------------- | ------ | ---- |
| Copa México      | Cruz Azul            | México | 1997 |
| Primera División | Cruz Azul            | México | 1997 |
| Primera División | Universidad Nacional | México | 2009 |
| Primera División | Universidad Nacional | México | 2011 |

#### Campeonatos internacionales
| Título                    | Equipo              | Sede             | Año  |
| ------------------------- | ------------------- | ---------------- | ---- |
| Juegos Panamericanos      | México sub-22       | Mar del Plata    | 1995 |
| Preolímpico de Concacaf   | México sub-23       | Canadá           | 1996 |
| Copa de Campeones         | Cruz Azul           | Guatemala        | 1996 |
| Copa de Campeones         | Cruz Azul           | Washington D. C. | 1997 |
| Copa Oro                  | Selección de México | Los Ángeles      | 1996 |
| Copa Oro                  | Selección de México | Los Ángeles      | 1998 |
| Copa FIFA Confederaciones | Selección de México | México           | 1999 |
| Copa Oro                  | Selección de México | México           | 2003 |

### Distinciones individuales
| Distinción                                          | Año  |
| --------------------------------------------------- | ---- |
| Mejor novato de la temporada en la Primera División | 1995 |

## Otros medios
| Año  | Título               | Papel    | Notas                      |
| ---- | -------------------- | -------- | -------------------------- |
| 2017 | Los protagonistas    | Él mismo | Invitado                   |
| 2023 | MasterChef Celebrity | Él mismo | Finalista (segundo puesto) |